# Tomb Raider: The Last Revelation
Tomb Raider: The Last Revelation є четвертою грою в серії відеоігор Tomb Raider. Її було розроблено Core Design і опубліковано Eidos Interactive для PlayStation, Microsoft Windows і на Dreamcast з ексклюзивними графічними та звуковими удосконаленнями. Гра була комерційно успішною, продавши понад 5 мільйонів копій по всьому світу, і була останньою грою Tomb Raider на 'Greatest Hits'.

## Ігровий процес
У грі присутні кілька нововведень. У Лари з'явилися нові можливості: тепер вона може використовувати звисаючі канати, щоб перебратися через прірви і провали, може дертися вгору і вниз по вертикальних жердинах, а також, піднімаючись на руках уздовж виступів, огинати кути. Була поліпшена модель Лари. У порівнянні з попередніми іграми серії, вона виглядає більш згладжено і проробленою. Цього вдалося досягти за рахунок додавання рухомих частин в місцях з'єднання кінцівок, і таким чином надати головній героїні більш реалістичний вигляд. У цій грі Лара має можливість повертатися на попередні рівні, так як деякі з них можна проходити в нелінійному порядку і з різними маршрутами.
Тепер інвентар має лінійний вигляд, де всі предмети розташовані у вигляді горизонтальної лінії. У лівому нижньому кутку екрану інвентарю присутній компас, але він потрібен тільки для активації кодів або для допомоги в розгадуванні головоломок на рівні «Цитадель». Крім того, деякі предмети в інвентарі можна комбінувати між собою, наприклад, поєднати зброю з лазерним прицілом.
В арсеналі Лари з'явилася нова зброя — револьвер. Хоча револьвер стає доступний гравцеві лише в кінці гри, це дуже потужна і ефективна зброя, щоб зупинити ворога. У поєднанні з лазерним прицілом, гравець може використовувати його для відстрілу віддалених цілей. Лазерним прицілом також можна обладнати арбалет, щоб ще більше деталізувати візуальне оформлення.
Гра налічує 38 рівнів.